# Estadio Elías Aguirre
Het Estadio Elías Aguirre is een multifunctioneel stadion in Chiclayo, een stad in Peru. Het stadion wordt vooral gebruikt voor voetbalwedstrijden, de voetbalclub Juan Aurich maakt gebruik van dit stadion. Er zijn ook faciliteiten om atletiekwedstrijden te spelen. In het stadion is plaats voor 24.500 toeschouwers. Het stadion is vernoemd naar Elías Aguirre Romero (1843–1879), een Peruaanse zeeheld.

## Internationale toernooien
Het stadion werd gerenoveerd in 2004. Het stadion kon daarna worden gebruikt voor wedstrijden op de Copa América 2004. Dat toernooi werd van 6 juli tot en met 25 juli in Peru gespeeld. In dit stadion waren 5 wedstrijden, vier in de groepsfase van het toernooi en de kwartfinale tussen Peru en Argentinië (0–1).
| № | Datum        | Wedstrijd            | Uitslag | Toernooi                        | Toeschouwers |
| - | ------------ | -------------------- | ------- | ------------------------------- | ------------ |
| 1 | 7 juli 2004  | Mexico – Uruguay     | 2 – 2   | Copa América 2004 – groepsfase  | 18.472       |
| 2 | 7 juli 2004  | Argentinië – Ecuador | 6 – 1   | Copa América 2004 – groepsfase  | 24.000       |
| 3 | 10 juli 2004 | Uruguay – Ecuador    | 2 – 1   | Copa América 2004 – groepsfase  | 25.000       |
| 4 | 10 juli 2004 | Argentinië – Mexico  | 0 – 1   | Copa América 2004 – groepsfase  | 25.000       |
| 5 | 17 juli 2004 | Peru – Argentinië    | 0 – 1   | Copa América 2004 – kwartfinale | 25.000       |

Daarna werd het stadion gebruikt voor het Wereldkampioenschap voetbal onder 17 - 2005. Dat werd gehouden in Peru van 16 september tot en met 2 oktober 2005. Er werden 5 groepswedstrijden gespeeld en daarnaast ook nog de halve finale tussen Mexico en Nederland. Die wedstrijd eindigde in een 4–0 overwinning voor de Mexicanen. De voetbalclub Juan Aurich bereikte in 2010 het hoofdtoernooi van het Zuid-Amerikaanse Copa Libertadores. In dit stadion werden wedstrijden gespeeld tegen het Boliviaanse Club Bolívar (2–0), het Peruviaanse Alianza Lima (4–2) en het Argentijnse Club Estudiantes (0–2).